# Maybe I'm Dreaming
Albums de Owl City
Of June
(2007) Ocean Eyes
(2009)
Maybe I'm Dreaming est le premier album de Owl City, un projet personnel mené par l'Américain Adam Young. Cet album est sorti en 2008, un an avant Ocean Eyes. Il comprend d'ailleurs une version antérieure de deux titres également présents sur Ocean Eyes : The Saltwater Room et On the Wing.

## Liste des pistes

### Maybe I'm Dreaming
{{Pistes
```
|credits_ecriture=oui|piste1=
On The Wing
|numero1=1|temps1=5:04|piste2=
Rainbow Veins
|numero2=2|temps2=4:40|piste3=
Super Honeymoon
|numero3=3|temps3=3:20|auteur4=
Breanne Düren
|piste4=
The Saltwater Room
|numero4=4|temps4=4:55|piste5=
Early Birdie
|numero5=5|temps5=4:15|piste6=
Air Traffic
|numero6=6|temps6=3:01|piste7=
The Technicolor Phase
|numero7=7|temps7=4:27|piste8=
Sky Diver
|numero8=8|temps8=2:44|piste9=
Dear Vienna
|numero9=9|temps9=3:58|piste10=
I'll Meet You There
|numero10=10|temps10=4:16|piste11=
This Is The Future
|numero11=11|temps11=2:53|piste12=
West Coast Friendship
|numero12=12|temps12=4:06|total_temps=47:39}}
```